# Erdélyi Könyvbarátok Társasága
Erdélyi Könyvbarátok Társasága irodalmi vállalat, Marosvásárhelyen létesült 1925-ben. 

## Szerkesztője, kiadványai
Morvay Zoltán szerkesztésében, alacsony áron jelentetett meg néhány kötetet: Berde Mária Szent szégyen c. regényét, Karácsony Benő Tavaszi ballada c. novelláskötetét, Gulácsy Irén Ragyogó Kovács István, Molter Károly Majdnem hősök, Szentimrei Jenő Városunk és más elbeszélések, Gyallay Domokos Rég volt, igaz volt, Nagy Dániel Egy szegény kisfiú története és Morvay Zoltán: A trubadúr társai c. kötetét.